# Anurognathidae
Los Anurognathidae (castellanizado como anurognátidos) fueron un grupo de pequeños pterosaurios, con cola corta o desprovistos de la misma, que vivieron en Europa y Asia posiblemente también en Estados Unidos y Mongolia durante el período Jurásico. Se conocen cinco géneros: Anurognathus, Jeholopterus, Dendrorhynchoides, Batrachognathus y Versperopterylus. Bennett (2007) afirmó que el holotipo de Mesadactylus, BYU 2024, un sinsacro, pertenece a un anurognátido. Mesadactylus proviene de la formación de Morrison del Jurásico Superior de Estados Unidos. Restos de anurognátidos indeterminados también se han reportado del Jurásico Medio de Bakhar Svita en Mongolia. Todos tenían cráneos cortos y anchos, vistos como una adaptación a la dieta insectívora.

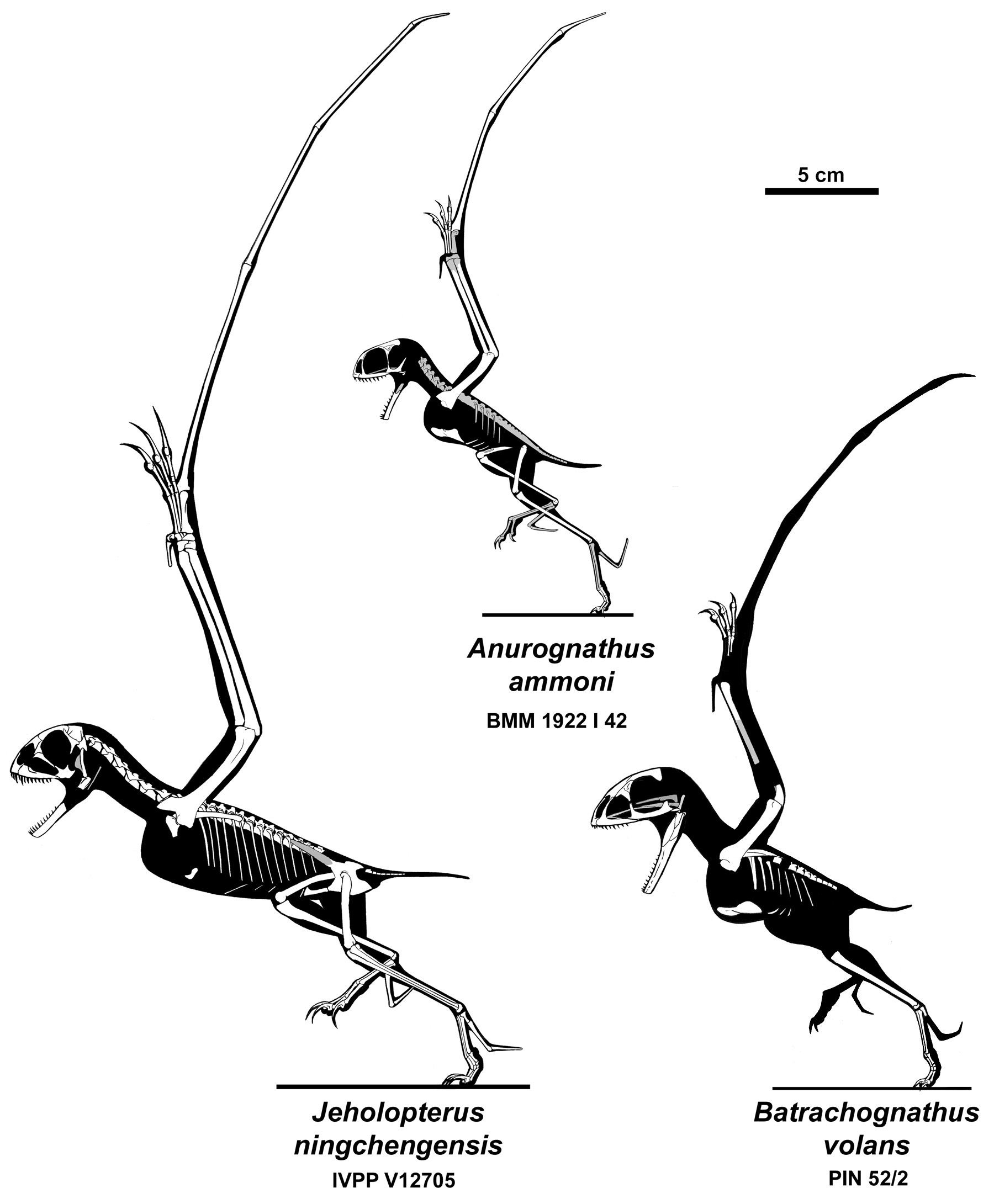
Esqueletos de anurognátidos a escala.

La familia Anurognathidae fue nombrada en 1928 por Franz Nopcsa von Felső-Szilvás (como la subfamilia Anurognathinae) con Anurognathus como el género tipo. El nombre de la familia Anurognathidae fue usado por primera vez por Oskar Kuhn en 1967. Tanto Alexander Kellner como David Unwin en 2003 definieron el grupo como un clado nodo: el último ancestro común de Anurognathus y Batrachognathus y todos sus descendientes.
La filogenia de los anurognátidos es incierta. Algunos análisis, como el de Kellner, los sitúan de forma muy basal en el árbol genealógico de los pterosaurios. Sin embargo, poseen algunas características en común con los más derivados Pterodactyloidea, como la cola corta con huesos fusionados. En 2010 un análisis hecho por Brian Andres indicó que los Anurognathidae y los Pterodactyloidea eran taxones hermanos. Esto se ajusta mejor al registro fósil debido a que no se conocen anurognátidos más antiguos lo cual podría requerir un linaje fantasma de cerca de sesenta millones de años.